# Jolanta Ludwikowska

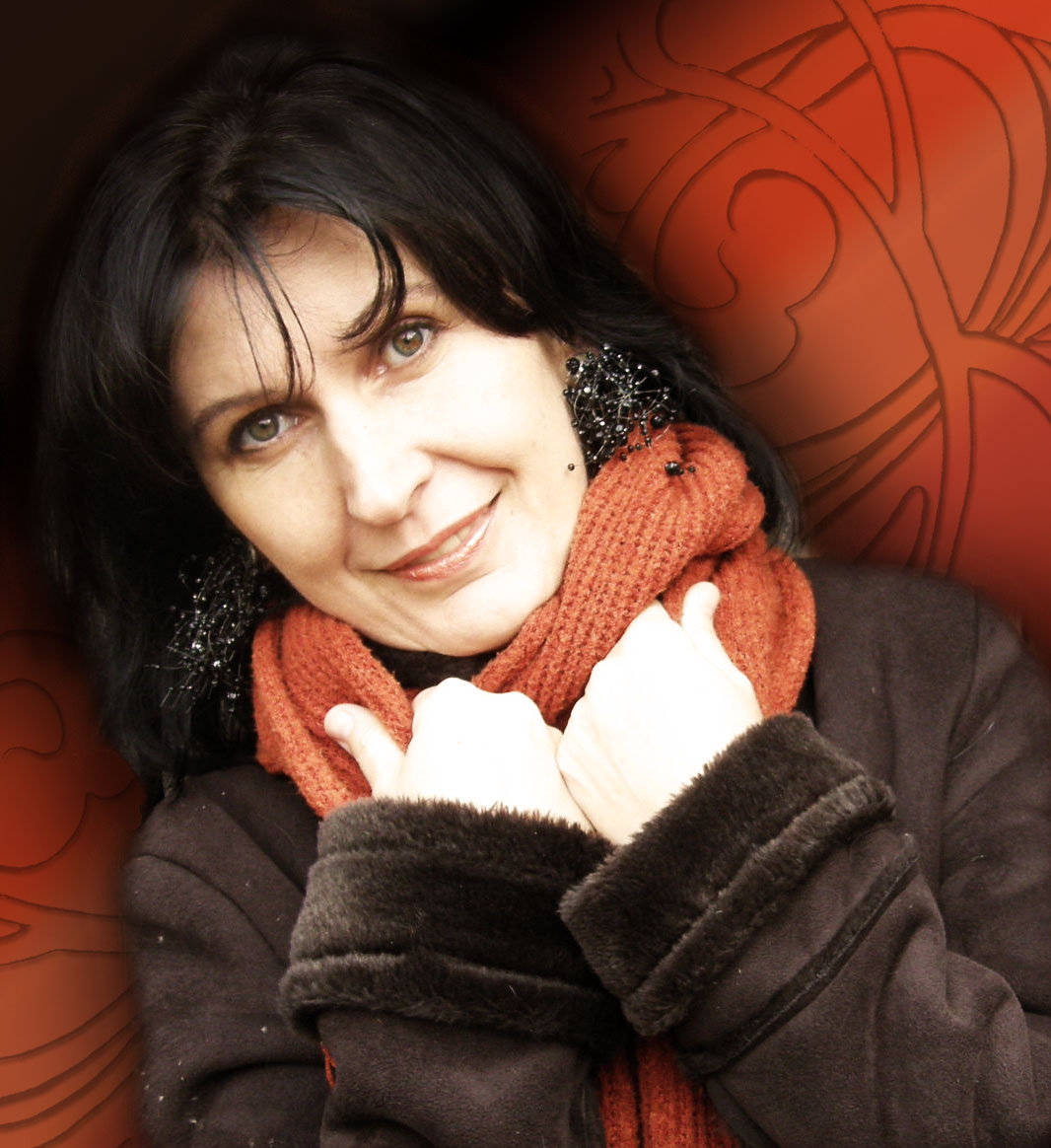
Jolanta Ludwikowska

Jolanta Ludwikowska (Adamus) (ur. 29 listopada 1962 w Kłomnicach) – polska artystka, ilustratorka książek dla dzieci i młodzieży.
Absolwentka Państwowego Liceum Sztuk Pięknych w Krakowie. Ukończyła szkołę w 1983 roku, z wyróżnionym dyplomem pt. Rzeźba  rzymska. W roku 1984 podjęła  pracę w Państwowej Pracowni Konserwacji Dzieł Sztuki w Krakowie. Pracowała przy rekonstrukcji zabytkowych obiektów przez trzynaście lat. Podróżowała po Europie, restaurując tryptyk ołtarza kościoła w Bodzentynie i freski Krakera z XVI wieku kościoła w Jasovie. W roku 1994 wygrała międzynarodowy przetarg na wykonanie barokowych fresków w kościele Heilige Stiege w Bonn, reprezentując Pracownie Konserwacji Dzieł Sztuki.  
W latach 1981–1986 jako członek Klubu Morskiego MKM „Szkwał” organizowała coroczny festiwal piosenki żeglarskiej SHANTIES w Krakowie. Była także głównym scenografem Klubu w organizacji tegoż festiwalu, a także autorką ilustracji śpiewników żeglarskich wydawanych przez Klub. Otrzymała patent sternika jachtowego (nr 10497/GD przyznany w Gdyni w dniu 03.10.1984).
W roku 2001 wykonała ilustracje do pierwszej książki dla dzieci pt. Osiołek i gwiazda, wydanej przez wydawnictwo SKRZAT w Krakowie. Efektem długoletniej współpracy z wydawnictwem były dziesiątki kolorowych ilustracji dla dzieci. W zawodzie ilustratora pracuje już ponad trzynaście lat. Jej dorobek artystyczny zawiera tysiące kolorowych rysunków, ponad sto zilustrowanych książek. 

## Zilustrowane książki
1.	Andersen, Wydawnictwo SKRZAT, Kraków 2001 

2.	Piękna i Bestia, Wydawnictwo SKRZAT, Kraków 2001

3.	Śpiąca Królewna, Wydawnictwo SKRZAT, Kraków 2001

4.	Osiołek, Wydawnictwo SKRZAT, Kraków 2001

5.	Kopciuszek,  Wydawnictwo SKRZAT, Kraków 2001

6.	Kot w butach, Wydawnictwo SKRZAT, Kraków 2001

7.	Historie i legendy stu krajów, Wydawnictwo WAM, Kraków 2001

8.	Hipek z czubkiem, Wydawnictwo SKRZAT, Kraków 2002

9.	Ośla skórka, Wydawnictwo SKRZAT, Kraków 2002

10.	Kalif zamieniony w bociana, Wydawnictwo SKRZAT, Kraków 2002

11.	Lampa Alladyna, Wydawnictwo SKRZAT, Kraków 2002

12.	O rybaku i złotej rybce, Wydawnictwo SKRZAT, Kraków 2002

13.	Flejtuch i Raptus, Wydawnictwo SKRZAT, Kraków 2003

14.	Kolejowe dzieci,  Wydawnictwo SKRZAT, Kraków 2003

15.	Zaczarowany pędzelek, Wydawnictwo SKRZAT, Kraków 2003

16.	Czarodziejski gwizdek, Wydawnictwo SKRZAT, Kraków 2003

17.	Księga smoków, Wydawnictwo SKRZAT, Kraków 2003.	

18      Zemsta, Wydawnictwo SKRZAT, Kraków 2003

19.	Król Edyp, Wydawnictwo SKRZAT, Kraków 2003

20.	Lalki Dorotki, Wydawnictwo SKRZAT, Kraków 2003

21.	Łakomy niedźwiadek, Wydawnictwo SKRZAT, Kraków 2004 

22.	Mity greckie dla dzieci, Wydawnictwo SKRZAT, Kraków 2004 

23.	Moje cudowne wycinanki, Wydawnictwo Aksjomat, Kraków 2004 

24.	Bajki o zwierzętach, Wydawnictwo Elżbieta Jarmołkiewicz, Zielona Góra 2005 

25.	Czy znasz zwierzęta leśne, Wydawnictwo Elżbieta Jarmołkiewicz, Zielona Góra 2005

26.	Gdzie mieszkają te zwierzęta, Wydawnictwo Elżbieta Jarmołkiewicz, Zielona Góra 2005

27.	Zwierzęta z wiejskiej zagrody, Wydawnictwo Elżbieta Jarmołkiewicz, Zielona Góra 2005

28.	Licz z nami, Wydawnictwo Elżbieta Jarmołkiewicz, Zielona Góra 2005 

29.	Opowieści różańcowe dla maluchów, Wydawnictwo Diecezjalne i Drukarnia w Sandomierzu, 2005 

30.	Encyklopedia przedszkolaka, Wydawnictwo Aksjomat, Kraków 2005 

31.	Zwierzęta, Wydawnictwo Aksjomat, Kraków 2005

32.	Ptaki, Wydawnictwo Aksjomat, Kraków 2005

33.	Dinozaury, Wydawnictwo Aksjomat, Kraków 2005

34.	Zwierzęta z ciepłych krajów, Wydawnictwo Aksjomat, Kraków 2005  

35.	Gady i płazy, Wydawnictwo Aksjomat, Kraków 2005

36.	Zwierzęta morskie, Wydawnictwo Aksjomat, Kraków 2005

37.	Zwierzęta domowe, Wydawnictwo Aksjomat, Kraków 2005 

38.	Zrób to sam. Gady prehistoryczne, Wydawnictwo Aksjomat, Kraków 2005

39.	Zwierzęta leśne, Wydawnictwo Aksjomat, Kraków 2005

40.	Zrób to sam. Zwierzęta leśne, Wydawnictwo Aksjomat, Kraków 2005

41.	Zrób to sam. Zwierzęta domowe, Wydawnictwo Aksjomat, Kraków 2005

42.	Zrób to sam. Postacie bajkowe, Wydawnictwo Aksjomat, Kraków 2005

43.	Zróżnicowany świat zwierząt, Wydawnictwo Aksjomat, Kraków 2005

44.	Encyklopedia wiedzy przedszkolaka. Owady, Wydawnictwo Aksjomat, Kraków 2005 

45.	Księżniczka dziecięcych serc, Wydawnictwo Drozd, Elbląg 2006

46.	Ilustracje zwierząt, Wydawnictwo Book House, Warszawa 2007 

47.	Ilustracje do czasopisma Abecadło, Wydawnictwo  Aksjomat, Kraków 2007

48.	Bursztyny, Wydawnictwo GREG, Kraków 2007 

49.	Stara Baśń, Wydawnictwo GREG, Kraków 2007 

50.	Księga dżungli, Wydawnictwo GREG, Kraków 2007

51.	Alladyn, Wydawnictwo GREG, Kraków 2007

52.	Pamiątki Soplicy, Wydawnictwo GREG, Kraków 2007

53.	Wspomnienia niebieskiego mundurka, Wydawnictwo GREG, Kraków 2007

54.	Powrót posła, Wydawnictwo GREG, Kraków 2007

55.	Janko muzykant, Wydawnictwo GREG, Kraków 2007  

56.	Katarynka, Wydawnictwo GREG, Kraków 2007 

57.	Psy, Wydawnictwo Aksjomat, Kraków 2007

58.	Koty, Wydawnictwo Aksjomat, Kraków 2007

59.	Dinozaury, Wydawnictwo Aksjomat, Kraków 2007

60.	Konie, Wydawnictwo Aksjomat, Kraków 2007

61.	Przestrogi dla Polski, Wydawnictwo GREG, Kraków 2008

62.	Obrona Sokratesa, Wydawnictwo GREG, Kraków 2008 

63.	Kwiaty zła, Wydawnictwo GREG, Kraków 2008 

64.	Rymowanki- naśladowani, Wydawnictwo i Poligrafia IWANOWSKI, Płock 2008 

65.	Borek i Bogowie Słowian, Wydawnictwo Triglav, Szczecin 2009 

66.	Król Maciuś I, GREG 

67.	Historyjki przyrodnicze, Wydawnictwo Harmonia, Gdańsk 2010

68.	Świat wokół mnie, Wydawnictwo Aksjomat, Kraków 2010 

69.	W lesie, Wydawnictwo Aksjomat, Kraków 2010

70.	W parku, Wydawnictwo Aksjomat, Kraków 2010

71.	W ogrodzie, Wydawnictwo Aksjomat, Kraków 2010 

72.	Opowieści o diabłach polskich, Wydawnictwo RYTM, Warszawa 2010

73.	Sowa, Wydawnictwo LIWONA, Warszawa 2010 

74.	Przygody Odyseusza, Wydawnictwo Greg, Kraków 2010 

75.	Wiewiórka Prymulka poznaje wielkości, Wydawnictwo Dreams, Rzeszów 2010

76.	Wiewiórka Prymulka poznaje kształty, Wydawnictwo Dreams, Rzeszów 2010

77.	Wiewiórka Prymulka poznaje zbiory, Wydawnictwo Dreams, Rzeszów 2010

78.	Wiewiórka Prymulka i zabawa w przeciwieństwa, Wydawnictwo Dreams, Rzeszów 2010

79.	Opowieści biblijne dziadzia Józefa, Wydawnictwo Dreams, Rzeszów 2010 

80.	Co słonko widziało. Na jagody. O krasnoludkach i sierotce Marysi, Wydawnictwo RYTM, 2010 

81.	Renifer Świętego Mikołaja, Wydawnictwo WAM, Kraków 2010 

82.	Pamiątka I Komunii Świętej, Wydawnictwo WAM, Kraków 2010 

83.	Ciapek poznaje kolory, Wydawnictwo Elżbieta Jarmołkiewicz Sp. z o.o., Zielona Góra 2010

84.	Ciapek odkrywa przeciwieństwa, Wydawnictwo Elżbieta Jarmołkiewicz Sp. z o.o., Zielona Góra 2010

85.	Ciapek bawi się figurami, Wydawnictwo Elżbieta Jarmołkiewicz Sp. z o.o., Zielona Góra 2010

86.	Ciapek uczy się liczyć, Wydawnictwo Elżbieta Jarmołkiewicz Sp. z o.o., Zielona Góra 2010

87.	Skąd się biorą przetwory mleczne, Wydawnictwo Harmonia, Gdańsk 2011 

88.	Ptaki zimujące w Polsce i odlatujące do ciepłych krajów, Wydawnictwo Harmonia, Gdańsk 2011  

89.	Ssaki i ptaki chronione, Wydawnictwo Harmonia, Gdańsk 2011

90.	Skąd się bierze papier, Wydawnictwo Harmonia, Gdańsk 2011

91.	Jak powstaje książka, Wydawnictwo Harmonia, Gdańsk 2011

92.	Stroje Europy, Wydawnictwo Harmonia, Gdańsk 2011

93.	Stroje świata, Wydawnictwo Harmonia, Gdańsk 2011

94.	Stroje historyczne i umundurowanie, Wydawnictwo Harmonia, Gdańsk 2011

95.	Udzielanie pierwszej pomocy w nagłych wypadkach, Wydawnictwo Harmonia, Gdańsk 2011

96.	Stroje i budownictwo ludowe, Wydawnictwo Harmonia, Gdańsk 2011

97.	Skąd się bierze chleb, Wydawnictwo Harmonia, Gdańsk 2011

98.	Drzewa, Wydawnictwo Harmonia, Gdańsk 2011

99.	Skąd się bierze cukier i miód, Wydawnictwo Harmonia, Gdańsk 2011

100.	Odwiedzając czarownice. Wydawnictwo Dreams, Rzeszów 2011

101.	List do Świętego Mikołaja, Wydawnictwo WAM, Kraków 2011

102.	Rozpoznajemy ptaki po głosie, Wydawnictwo Harmonia, Gdańsk 2012 

103.	Dzieciaki czy znacie ptaki, Wydawnictwo Harmonia, Gdańsk 2012

104.	Miś Marcyś uczy dzieci dobrego zachowania, Wydawnictwo Harmonia, Gdańsk 2012

105.	Baśnie i legendy, Studio Wydawnicze 69, Olsztyn 2012 

106.	Sprzedawca czasu, Wydawnictwo WAM, Kraków 2012

107.	Opowieści biblijne dziadzia Józefa część 2, Wydawnictwo Dreams, Rzeszów 2010

108.	Na wsi, Wydawnictwo Jafi sp. z o.o., Rzeszów 2013

109.	Na farmie, Jafi sp. z o.o., Rzeszów 2013

110.	Zosia i jej zwierzątka, Jafi sp. z o.o., Rzeszów 2013

111.	Gospodarstwo Marysi i Stasia, Jafi sp. z o.o., Rzeszów 2013

112.	Ilustrowany słownik wyrazów obcych, Wydawnictwo  IBIS, Żychlin 2013

113.	Ilustrowany słownik frazeologiczny, Wydawnictwo  IBIS, Żychlin 2013

114.	Jonatan- czas przepowiedni, Wydawnictwo RYTM, Warszawa 2013 

115.	Opowieści biblijne dziadzia Józefa część 3, Wydawnictwo Dreams, Rzeszów 2013